# Pantelejmon Ponomarenko
Pantelejmon Kondrat'evič Ponomarenko (in bielorusso Панцеляймон Кандратавіч Панамарэнка?, Panceljajmon Kandratavič Panamarėnka, in russo Пантелеймон Кондратьевич Пономаренко?; Belorečenskij rajon, 9 agosto 1902 – Mosca, 18 gennaio 1984) è stato un politico e militare sovietico.

## Biografia
Ponomarenko nacque nel territorio di Krasnodar, in Russia, da una famiglia bielorussa. Poco si sa della sua infanzia; dopo la Rivoluzione d'ottobre si unì al Partito Comunista dell'Unione Sovietica, dove sostenne la linea di Lenin, quindi quella di Stalin contro Zinov'ev, Bucharin e Trockij.
Nel 1938 fu istruttore del Comitato Centrale del Partito Comunista dell'Unione Sovietica. In quell'anno, durante una visita a Stalingrado, fu coinvolto nell'incarcerazione di un gruppo di oppositori di Lavrentij Berija (capo dell'NKVD). Ponomarenko si batté per la loro scarcerazione, ma incontrò l'ostilità di Georgij Malenkov, che allora era responsabile dei quadri del CC del PCUS. Tuttavia riuscì a guadagnarsi il sostegno del segretario locale del Partito, Čugajnov, il quale scarcerò i presunti "nemici del popolo". Quando Stalin venne a conoscenza di questa attività di Ponomarenko, la lodò come una "fedeltà bolscevica ai principi".
Fra il 1938 e il 1948 Ponomarenko fu primo segretario del Partito Comunista Bielorusso, emergendo dalle "purghe staliniane". Egli ricoprì questa carica in un momento molto delicato della storia della Bielorussia e dell'Unione Sovietica intera: dopo l'annessione alla Bielorussia sovietica della Bielorussia appartenente alla Polonia, nel 1939, Ponomarenko fu un personaggio chiave nell'introduzione del socialismo in questa zona, occupandosi anche della repressione dello Stato segreto polacco. Durante la seconda guerra mondiale divenne un ufficiale dell'Armata Rossa, in quanto si occupò di dirigere i partigiani comunisti nella Bielorussia occupata, come capo del Comando del movimento partigiano, carica ottenuta dopo avere presentato un argomentato piano di controffensiva al Politburo del PCUS. Anche per ottenere questa carica dovette scontrarsi con Berija, il quale voleva porre a capo del Comando il suo vice, Sergeenko.
Sempre negli anni della guerra, Ponomarenko entrò in contrasto anche con Nikita Chruščëv. Questi, infatti, tentò di convincere Stalin ad allargare i confini dell'Ucraina a discapito della Bielorussia. Ponomarenko difese invece l'integrità territoriale di quest'ultima, e alla fine Stalin gli diede ragione. Leonid Il'ič Brežnev definì Ponomarenko l'antitesi di Chruščëv.
A seguito della morte di Ždanov, responsabile della Segreteria del PCUS (nonché il maggiore implementatore della nuova cultura socialista nell'URSS), la gestione della Segreteria venne affidata ad Aleksej Aleksandrovič Kuznecov, capo del Partito a Leningrado, e allo stesso Ponomarenko.
Il XIX Congresso del PCUS (1952) fu un grave colpo per la "vecchia guardia", in quanto vide l'avanzamento di nuovi e giovani quadri, fra cui lo stesso Ponomarenko, che entrò nel Presidium del Comitato Centrale (nuovo nome del Politburo). Per questo periodo, il governo annunciò che egli avrebbe sostituito Stalin come presidente del Consiglio dei ministri, rendendolo de facto suo successore.
Stalin morì il 5 marzo 1953. La fazione legata a Chruščëv e Malenkov prese velocemente il controllo del Partito (il primo divenne segretario, il secondo premier) e si occupò di epurare i giovani quadri del XIX Congresso che avrebbero potuto rappresentare una minaccia per loro. Già il 6 marzo, Ponomarenko fu allontanato dal Presidium.
Dopo una breve parentesi come ministro della Cultura, fra il 1954 e il 1955 Ponomarenko fu inviato a dirigere il Partito Comunista del Kazakistan e allontanato così da Mosca. Dal 1955 al 1957 fu ambasciatore in Polonia, venendo definitivamente esautorato da Chruščëv dopo il XX Congresso del PCUS.